# Herpetoreas xenura
Herpetoreas xenura — вид змій родини полозових (Colubridae). Мешкає в Північно-Східній Індії, М'янмі та Бангладеш.

## Поширення і екологія
Herpetoreas xenura мешкають у штатах Мегхалая, Ассам і Мізорам на північному сході Індії, а також у М'янмі та на півночі Бангладеш. Вони живуть у тропічних і субтропічних лісах, поблизу водойм, на висоті від 25 до 700 м над рівнем моря.

## Збереження
МСОП класифікує стан збереження цього виду як близький до загрозливого. Herpetoreas xenura загрожує знищення природного середовища.